# Voznesenský rajón
Voznesenský rajón (ukrajinsky Вознесенський район) je rajón v Mykolajivské oblasti na Ukrajině. Hlavním městem je Voznesensk a rajón má přibližně 182 tisíc obyvatel. 

## Města v rajónu
- Južnoukrajinsk
- Voznesensk